# HV Caesar
HV Caesar was een Nederlandse handbalvereniging uit het dorp Beek in de provincie Limburg. Caesar stond in het bijzonder bekend om haar gedegen jeugdopleiding en haar beleid met betrekking tot jeugdactiviteiten. De vereniging is opgeheven na de fusie met Blauw-Wit uit Neerbeek en werd Beeker Fusie Club.

## Geschiedenis
Tijdens de Tweede Wereldoorlog waren er door de bezetters sommige verenigingen verboden. Zo werd in 1943 de Rooms Katholieke Meisjes Vereniging Beek verboden. De leden van deze vereniging wilden zich niet bij dat verbod neerleggen en in de plaats van de R.K.M.V.B. werd gekozen voor de korfbalvereniging Caesar. Destijds speelde men op het voetbalterrein 'Het Kamp'. Echter waren er in de buurt weinig andere korfbalverenigingen en besloot men in 1944 het oprichten van handbalvereniging Caesar. Aanvankelijk waren er alleen dames die de sport beoefende bij Caesar en werden er enkel vriendschappelijke wedstrijden gespeeld. In 1966 werd onder initiatief van de toenmalige damestrainer Pierre Wauben met een aantal echtgenoten van de handballende dames van Caesar om recreatief te gaan handballen. De groep recreanten groeide snel en in 1967 kon men zich officieel laten inschrijven bij het Nederlands Handbal Verbond en werd in het seizoen 1967/68 deelgenomen aan de competitie. Meteen in het eerste seizoen wordt het team zowel in de zaal als op het veld kampioen. De handbalbond besloot daarom om de ploeg meteen te laten doorstromen naar de hoogste klasse in Limburg. 
In 1976 werd bij de heren het kampioenschap behaald en de promotie volgde naar de landelijke tweede divisie. In 1982 klom het herenteam naar de eerste klasse. Tussen 1982 en 1989 vloog het herenteam terug naar de afdeling Limburg. Onder leiding van Lou Reubsaet weet het herenteam binnen enkele jaren helemaal naar de Nederlandse top te stijgen. In 1991 promoveerde het team naar de derde divisie en in 1993 naar de eerste divisie. In het seizoen 1995/96 promoveerde het naar de eredivisie, waarna het in 1997-1998 degradeerde.
Inmiddels waren er vergevorderde plannen om te komen tot een fusie van de andere eredivisieclub uit de gemeente Beek: halgenoot Blauw-Wit. Organisatorisch, financieel en bestuurlijk werden de beide handbalverenigingen steeds vaker voor problemen gesteld die zelfstandig niet of nauwelijks opgelost konden worden. Caesar had eredivisiebehoud afgedwongen, waardoor in een kleine Beekse gemeenschap de concurrentie steeds groter zou worden. Daarnaast was het een wens van het gemeentebestuur te komen tot één handbalvereniging die op meer draagvlak binnen dat bestuur zou kunnen rekenen. Dit alles bracht in 1997 beide besturen bij elkaar en snel werd een projectgroep geformeerd onder voorzitterschap van de wethouder sport en cultuur de heer Constant Henssen. Op 16 april 1998 werd op een bijzondere ledenvergadering met een meerderheid van stemmen besloten tot het aangaan van een fusie tussen beide verenigingen. Per 1 juli 1998 was de fusie een feit en de twee verenigingen gingen samen door als Beeker Fusie Club. Voor de competitie bleek deze fusie geen enkel probleem te zijn. Hoewel beide verenigingen vertegenwoordigd waren in de eredivisie voor wat betreft de mannen en slechts één vereniging nog beschikte over een damesteam op hoog niveau leverde de fusie voor het NHV geen enkel probleem op.

### Naam
In Beek zijn meerdere verenigingen met de naam Caesar, als eerste werd er in 1920 voetbalvereniging Caesar opgericht. In de Tweede Wereldoorlog kwam daar ook nog een atletiekvereniging Caesar en een handbalvereniging bij. Alhoewel de handbalvereniging niet meer bestaat, zijn de voetbalvereniging en atletiekvereniging anno 2020 wel nog actief. De naam Caesar van de verenigingen verwijzen allemaal naar Julius Caesar.

## Lijst van trainers

### Heren
- 1988–1998:  Lou Reubsaet
- 1986–1988:  Frans Cellissen
- 1983–1986:  Hub Dohmen
- 1979–1983:  Leo Reijnders
- 0000–1979:  Frans Cellissen

## Resultaten

### Heren
- 1978 3e
Tweede divisie B
- 1979 2e
Tweede divisie B
- 1980 5e
Tweede divisie B
- 1981 2e
Tweede divisie B
- 1982 1e
Tweede divisie B
- 1983 8e
Eerste divisie B
- 1984 10e
Eerste divisie B
- 1985 8e
Tweede divisie B
- 1986
Tweede divisie B
- 1987
Derde divisie
- 1988 8e
Derde divisie D
- 1989 2e
Eerste klasse LB
- 1990
Eerste klasse LB
- 1991 1e
Eerste klasse LB
- 1992 1e
Derde divisie
- 1993 1e
Tweede divisie
- 1994 6e
Eerste divisie B
- 1995 3e
Eerste divisie B
- 1996 1e
Eerste divisie B
- 1997 8e
Eredivisie
- 1998 9e
Eredivisie

- Eredivisie
- Eerste divisie
- Tweede divisie
- Hoofdklasse
- Eerste klasse

### Dames
- 1978 1e
Eerste klasse LB
- 1979 8e
Derde divisie D
- 1980 10e
Derde divisie D
- 1981
Eerste klasse LB
- 1982 1e
Eerste klasse LB
- 1983 2e
Derde divisie D
- 1984 1e
Derde divisie D
- 1985 1e
Tweede divisie B
- 1986 10e
Eerste divisie B
- 1987 6e
Eerste divisie B
- 1988 8e
Eerste divisie B
- 1989 8e
Eerste divisie B
- 1990 10e
Eerste divisie B
- 1991 9e
Tweede divisie B
- 1992 10e
Derde divisie D
- 199 3e
Hoofdklasse D
- 1994
- 1995 1e
Derde divisie D
- 1996 4e
Tweede divisie B
- 1997 4e
Tweede divisie B
- 1998 1e
Tweede divisie B

- Eerste divisie
- Tweede divisie
- Hoofdklasse
- Eerste klasse

## Erelijst

### Heren
| Nationaal      |    |                  |
| Eerste divisie | 1x | 1995/96          |
| Tweede divisie | 2x | 1981/82, 1992/93 |
| Derde divisie  | 1x | 1975/76          |

### Dames
| Nationaal      |    |                           |
| Tweede divisie | 1x | 1984/85                   |
| Derde divisie  | 1x | 1983/84, 1989/90, 1994/95 |